# Лімож (віконтство)
Віконтство Лімож (фр. vicomté de Limoges) — невелике середньовічне феодальне утворення, що розташовувалося на території між французькими містами Лімож, Брів і Періге. Віконтство було утворене графом Пуатьє у X столітті. Останнім спадкоємцем віконтства Лімож став Генріх IV, король Наварри та майбутній король Франції. Віконти Ліможа також називалися віконтами де Сеґюр (у замку Сеґюр, що розташовувався в центрі феодального утворення, починаючи з XV століття була основна резиденція віконтів).
Першою династією у віконтстві був дім Лімож-Сеґюр, від якого віконство перейшло до Бретонського дому, а потім — до династії Блуа-Шатійон. Далі, наприкінці XV століття віконтство перейшло до дому Альбре і, нарешті, у другій половині XVI століття віконство успадкували Бурбони.
Територія віконтства включала замки Сеґюр, Ексідей, Екс-сюр-В'єн, Оберош та Нонтрон. Тепер на землях колишнього віконтства розташовуються частково французькі департаменти Верхня В'єнна, Дордонь та Коррез.

## Замок Сеґюр
Замок побудований біля залому річки Овезер у межах давніх парафій Сент-Елуа, Сен-Жульєн, Пейзак і Бейссенак. Через особливості природного рельєфу місце добре захищене в оборонному плані. Серед лицарів, що входили до складу постійного військового гарнізону (лат. milites castri), що обороняв Сеґюр, були Перусси (майбутні герцоги де Кар), Бонвалі (майбутні маркізи де Боннваль, серед яких відомий Ахмет-паша), Елі (майбутні маркізи де Помпадур), Прево (майбутні маркізи де Пейзак).
Нині верхній замок зруйновано. Вцілів тільки особняк Перусів у кварталі військового гарнізону.

## Список віконтів Ліможа

Історичний герб віконтів Ліможа

Герб Комборнів

Герб віконтів Ліможа починаючи з Гі VII

Перші віконти
- 876 — 914: Гільдеберт (помер 914): взяв за дружину Адальтруду, ймовірно мати Жеро Оріякського[1].

- 914 — 943: Гільдегер (помер близько 945), син попереднього

узяв за дружину Тетбергу
- 943 — 988: Жеро (помер 988), син попереднього

взяв за дружину Ротільду. Його четвертий син, Емері, відомий як Ostofrancus, вважається засновником гілки віконтів де Рошешуар, а ще один син, Жеро д'Аржентон поклав початок віконтам де Брос.
- 988 — 1025: Гі I (помер 1025), син попереднього

взяв за дружину Емму, дочку Адемара, віконта де Сеґюр
- 1025 — 1036: Адемар I (помер 12 серпня 1036), син попереднього

взяв за дружину (1030) Сенегонду д'Ольне, дочка Каделона III, віконта д'Ольне
- 1036 — 1048: Гі II (помер після 1067), син попереднього

- 1048 — 1090: Адемар II (1023—1090), брат попереднього

взяв за дружину Юмбергу, яка, ймовірно, походила з родини графів Перигор.
- 1090 — 1139: Адемар III (помер 1139), син попереднього

- 1114 — 1124: Гі III (помер 1124), син попереднього

Дім Комборн
- 1139 — 1148: Гі IV, син Аршамбо IV, віконта де Комборн, і Брунісенди Ліможської, дочки Адемара III

узяв за дружину маркізу де Ла Марш (без спадкоємців)
- 1139 — 1148: Адемар IV (помер 1148), брат попереднього

узяв за дружину Маргариту де Тюренн (для неї перший шлюб), дочка Раймона I, віконта де Тюренн
- 1148 — 1199: Адемар V, відомий як Бозон, (помер 1199), син попереднього

взяв за дружину Сару Корнуолську (померла 23 листопада 1216), наймолодшу дочку Рейнальда Данстанвільського, графа Корнуолл
- 1199 — 1230: Гі V (помер 29 березня 1230), син попереднього

взяв за дружину Ерменгарду
- 1230 — 1263: Гі VI (помер між 13 і 16 серпня 1263), син попереднього

одружений першим шлюбом з дочкою Тібо де Блезона (сенешаль Пуату); другим шлюбом з Маргаритою Бургундською (бл. 1239 — 27 серпня 1277) (для неї теж другий шлюб), дочки Гуго IV, герцога Бургундії
- 1263 — 1290: Марія (1260—1290), дочка попереднього

одружена з Артуром II (1262—1312), герцогом Бретонським
Дім де Дре (Капетинги)
- 1290 — 1301 : Артур II (1262—1312), віконт Ліможа за правом дружини.

- 1301 — 1314 : Жан III (1287—1341), син попереднього та Марії Ліможської.

- 1314 — 1317: Гі VII де Пентьєвр (1287—1331), брат попереднього

граф Пентьевр.
- 1317 — 1331 : Жан III (1287—1341), син Артура II і Марії Ліможської.

- 1331 — 1384 : Жанна I де Пент'євр (1319—1384), дочка Гі VII

одружена (1337) з Карлом де Блуа-Шатільоном (1319—1364); герцогиня Бретані
Дім Блуа-Шатійон
- 1384 — 1404: Жан I де Шатійон (1345—1404), син попереднього

узяв за дружину (1387) Маргариту де Клісон (1366—1441), дочка коннетабля Олів'є де Кліссона
- 1404 — 1433: Олів'є де Блуа Бретонський (помер 1433), син попереднього

узяв за дружину Ізабеллу Бургундську, потім Жанну де Лален
- 1433 — 1454: Жан де Шатійон Бретонський (помер 1454), брат попереднього

узяв за дружину Маргариту де Шовіньї
- 1454 — 1455: Гійом де Шатійон-Блуа (1400—1455), брат попереднього

узяв за дружину Ізабеллу де Латур д'Овернь
- 1455 — 1481: Франсуаза де Шатійон (померла 1481), дочка попереднього

одружена (1462) з Аленом д'Альбре (1440—1522)
Дім Альбре
- 1481 — 1516 : Жан III д'Альбре, король Наварри, син попередньої

узяв за дружину Катерину де Фуа
- 1516 — 1555 : Генріх д'Альбре, син попереднього.

узяв за дружину Маргариту Ангулемську
- 1555 — 1572 : Жанна д'Альбре, дочка попереднього.

одружена (1548) з Антуаном Бурбонським
Дім Бурбонів
- 1572 — 1610 : Генріх III, король Наварри, король Франції з 1589 року.

Віконтство Лімож увійшло до складу королівського домену при сходженні Генріха III Наваррського на французький престол. Іноді права на віконтство розчленовувалися з метою утворення апанажу для принців крові.
- 1773 — 1776 : Карл, граф д'Артуа. Віконтство було видалено з його апанажу в 1776 році.